# Turism i Vietnam

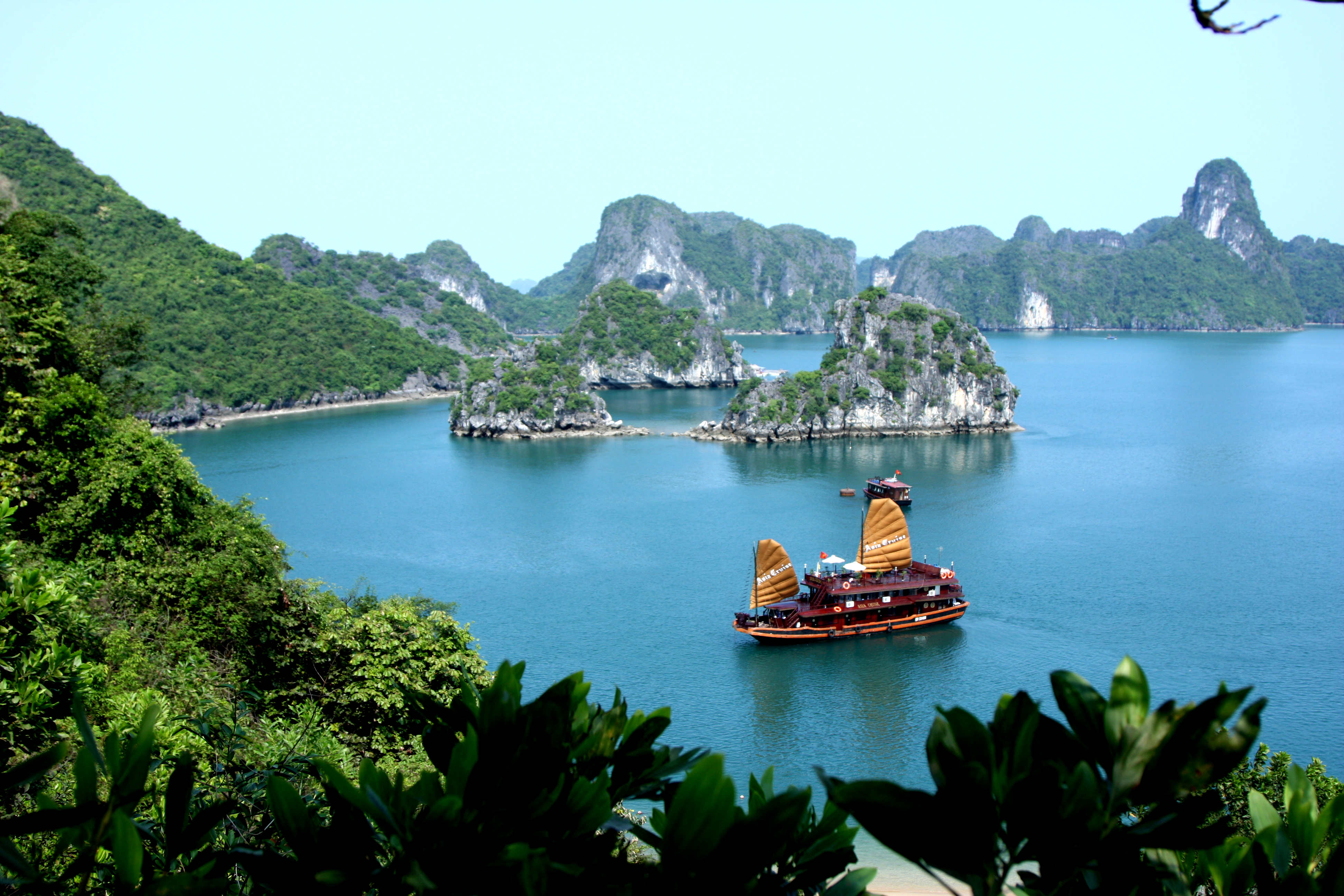
Ha-Longbukten i oktober 2003.

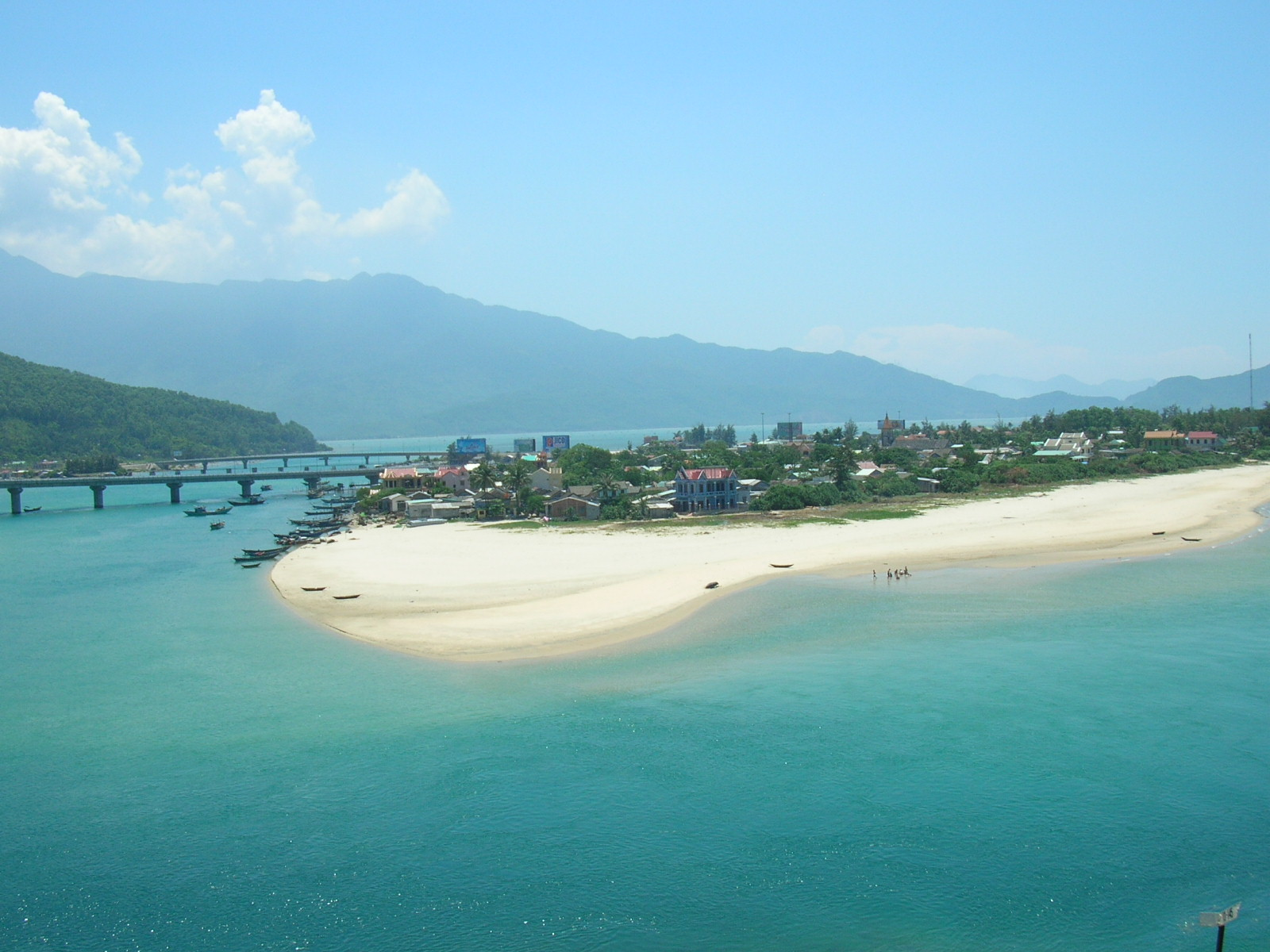
Langco i centrala Vietnam delarna av Huế.

Turismen i Vietnam är en viktig del av den vietnamesiska ekonomin. Detta land tjänade 4 500 000 internationella turister och 28 miljoner inhemska turister under 2010. Vietnam har blivit ett allt större turistmål och 2007 besöktes landet av fyra miljoner turister. Besökare är ofta tyskar, fransmän, amerikaner, australiensare och nyzeeländare men allt fler israeler, koreaner, japaner och skandinaver hittar dit.
I Hanoi finns Ho Chi Minh-mausoleet och flera museer. Attraktioner i övriga norra Vietnam är främst den vackra naturen med Ha Long-bukten (ett av Vietnams fem världsarv) som största enskilda attraktion, Parfym-pagoden och Sapa med sina många minoritetsfolk och Vietnams högsta berg Fan Si Pan.
I centrala Vietnam ligger den gamla kejsarstaden Hué med gravar från Nguyen-dynastin och Hoi An där man har bevarat gamla byggnader från tiden då staden var en viktig hamn. Phong Nha-Ke Bang nationalpark är en nationalpark och ett världsarvsområde i Vietnam som ligger i de centrala delarna av provinsen Quang Binh,  450 kilometer söder om landets huvudstad Hanoi. Området där parken ligger är en del av ett av de största sammanhängande karstområdena i världen, med ursprung från Paleozoikum och totalt innehåller parken 300 grottor med en sammanlagd längd av omkring 70 kilometer. Från Hoi An kan man besöka My Son som har Vietnams bäst bevarade tempelkomplex från Champariket. Längre söderut ligger Nha Trang som är känt för sina fina stränder och bra dykmöjligheter. Även Mui Ne har välbesökta stränder. I inlandet ligger Da Lat med ett behagligt klimat och goda möjligheter till vandringar i de omkringliggande bergen. 
I södra Vietnam ligger Ho Chi Minh-staden som är landets ekonomiska centrum. Här kan turister besöka återföreningspalatset, Krigsminnesmuseet eller de många buddhistiska templen i Cholon. I området runt Ho Chi Minh-staden finns välbesökta tempel som tillhör Cao Dai och tunnelsystem, bland annat i Cu Chi, från Vietnamkriget (eller "amerikanska kriget" som det kallas i Vietnam). Mekongdeltat med sina flytande städer och rika växtlighet ligger på gränsen mot Kambodja. Vietnam har tre stora internationella flygplatser i Hanoi, Danang och Saigon. De flesta av Nordens största hotell är beläget i Hanoi, Huee, Danang, Nha Trang, Saigon. Badorter är Phan Thiet, Phu Quoc, Nha Trang.